# 760-е годы
760-е (семьсо́т шестидеся́тые) го́ды по юлианскому календарю — промежуток времени с 1 января 760 года по 31 декабря 769 года, включающий 760 год 6-го десятилетия   и с 761 по 769 годы    7-го десятилетия VIII века 1-го тысячелетия.  Они закончились 1256 лет назад.

## Важнейшие события
- Основание круглого города Багдада в Аббасидском халифате (762; Абу Джафар аль-Мансур)[1][2].
- 760-е-770-е годы — князь Сербии Вишеслав.
- Вторая половина 760-х годов — первая половина 770-х годов — опустошительные походы Константина V на Болгарию.
- Конец 760-х годов — на Ладоге появляются первые признаки продвижения славян.